# Dos mujeres, un camino
Dos mujeres, un camino (magyarul: Két nő, egy út) egy mexikói telenovella, amit a Televisa készített 1993 és 1994 között, producere Emilio Larrosa volt.
A főszerepekben Erik Estrada, Laura León és Biby Gaytán voltak, a gonosz szerepekben Enrique Rocha, Claudio Báez, Luz María Jerez, Elizabeth Dupeyrón, Lorena Herrera, Eduardo Liceaga és Rodrigo Vidal voltak. Ebben a telenovellában szerepelt tűnt fel epizódszerepben Selena, illetve a Bronco együttes. A Televisa egyik legsikeresebb telenovellája volt, amit 47 országban vetítettek. Magyarországon nem került adásba.

## Történet
Juan Daniel Villegas, becenevén Johnny (Erik Estrada) egy mexikói kamionsofőr, akinek családja van és imádja feleségét, Ana Maríát (Laura León). Munkája során Mexikó és az Egyesült Államok között szállít kamionján különböző árukat. Egyik ilyen útja során, mikor megáll egy út melletti étteremnél majdnem elüt egy fiatal, szép falusi lányt, Taníát (Bibi Gaytán) . Johnny elsőre beleszeret, Tanía viszonozza Johnny érzéseit. Kiderül Tanía az étteremben dolgozik pincérnőként, a hely tulajdonosa az édesanyja. Johnny törzsvendég az étteremben, akiről Tanía még nem tudja hogy nős férfi.
Johnnynak számos ellensége és rosszakarója van Tijuanaban, a Montegarza család, főleg a szülők: Ismael (Enrique Rocha) és Alejandra (Luz María Jerez) ugyanis őt okolja elsőszülött fiuk, Bernardo haláláért, aki egy közlekedési balesetben halt meg. Az egyik ilyen ellensége a rendőrtiszt Raymundo (Roberto Palazuelos) aki szerelmes Taníába. Raymundo és munkatársa Ángel (Jorge Salinas) együtt akarták ugyanis elkapni Bernardót, aki valójában "Medusa" néven drogdíler banda főnöke volt.
Később kiderül, hogy Johhny nem ölte meg Bernardót, hanem még mindig életben van. Johnny szorult helyzetbe került: vagy a feleségével vagy a szeretőjével marad. De ez a gondja egy tragédiával megoldódik: Bernardo ugyanis megöli Taníát.
Ana María és Johnny kibékülnek, de a viszonyuk nem lesz újra boldog. Johnnyt annyira megviseli Tanía halála, hogy folyton rémálmai vannak és álmában az ő nevét mondja. Ana María ezt egy nap megelégeli. Johnny egy ilyen éjszakája után felébredve észreveszi, hogy Ana María elment a gyerekekkel és egy cetlit talál, amin leírta Ana María, hogy miért hagyta el Johnnyt.

## Szereposztás
- Erik Estrada - Juan Daniel Villegas "Johnny"
- Laura León - Ana María Romero de Villegas
- Bibi Gaytán - Tania García Pérez
- Enrique Rocha - Ismael Montegarza
- Luz María Jerez - Alejandra Montegarza
- Elizabeth Dupeyrón - Amalia Nuñez de Toruño
- Claudio Báez - Enrique Iliades
- José Flores - Emiliano
- Rodrigo Vidal - Ricardo Montegarza
- Itatí Cantoral - Graciela Toruño Nuñez
- Jorge Salinas - Ángel
- Roberto Palazuelos - Raymundo Soto (#1)
- Sergio Sendel - Raymundo Soto (#2)
- Juan Carlos Casasola - Leobardo
- María Clara Zurita - Elena Pérez de García
- Mario Sauret - Agustín García Ordóñez
- Gabriela Platas - Paola Iliades
- Carlos Miguel - Cristóbal Platas
- Lorena Herrera - Lorena Arau Bermúdez
- Francisco Huerdo - Guillermo Villegas Romero
- Hugo Macias Macotela - El Comanche
- Roberto Tello - Odilón
- Salvador Garcini - Roberto Toruño
- Eduardo Liceaga - Bernardo Montegarza "Medusa"
- Marina Marín - Lucrecia Almonte de Montegarza
- Anadela - Anadela
- Monica Dossetti - Alicia
- Horacio Almada - Homero
- Queta Carrasco - "Abuela Narcotraficante"
- Magdalena Cabrera - Silvia
- Carlos González - El Toro
- José Antonio Iturriaga - Armando
- Isadora González
- Guillermo Iván
- Oyuki Manjarrez - Lupita
- Jorge Becerril - "El Diablo"
- Rodrigo Zurita
- Rodrigo de la Colina
- Rodolfo de Alejandre - Lucas
- Gustavo Aguilar "Manotas"
- Silvia Valdez - Dominga
- Carlos Osiris
- Alfredo Alonso - Gerente
- Juan Raúl Hernández
- Rodrigo Ruiz - Freddy
- Raúl Ruiz
- Ángeles Yáñez
- Magdalena Cabrera - Shirley
- Sussan Taunton - Susana
- Félix Córdova
- Alfonso Kafiti
- Yaxkin Santalucía - Arturo
- Amparo Garrido - Bertha
- Rodolfo Velez - Germán
- Jaime Puga
- Selena - Ella misma
- Grupo Bronco - Ellos mismos

## Érdekesség
- Sergio Sendel és Claudio Báez később együtt szerepelt A betolakodóban.